# Tsimshian
Los tsimshian son un conjunto de comunidades amerindias que constituyen la nación chimnesyan según teminología de John Wesley Powell, el nombre de la cual significa "gente del río Skeena", y se dividía en tres tribus: niska (dividida en los grupos Kithatch, Gitrhatin, Kitgigenik o Gitwinksilk, Kitwinshilk y Kitanwilksh), gitsan, Gyttkshan o Kitsan, y Coast Tsimshian. Ocupaban el continente  y las islas de los alrededores de los ríos Skeena y el Milbanke Sound, entre la Columbia Británica y Alaska. Los niska vivían en los márgenes del río Nass, los tsimshian en el curso bajo del río Skeena y en New Metlakatla (isla Annette, en Alaska), y los kitsan en el alto Skeena. Su territorio tiene unos 20.000 km². Tradicionalmente se ha considerado que las lenguas tsimshiánicas están lejanamente emparentadas con las lenguas penutias.

## Demografía y división interna

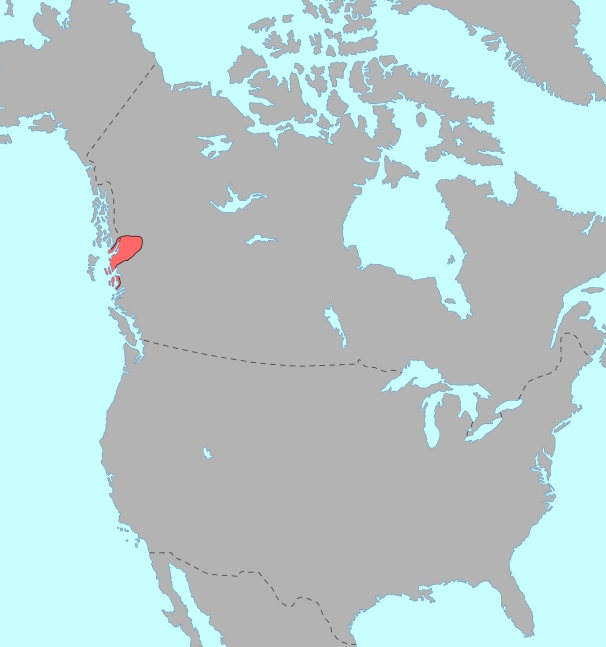
Tsimshian.

En 1910 vivían unos 2.100 tsimshian, la cifra aumentó hasta los 7000 en 1962, de ellos, unos 800 en Alaska, y en 1992 había unos 15.000: 5.000 niska (de los cuales 2.500 hablaban la lengua materna) unos 5.000 kitsan, 1.500 tsimshian en Alaska, y 1.435 hablantes en la Columbia Británica. En 2000 había 21.818 indios.
Según el censo de los Estados Unidos del año 2000, había 2.177 tsimshian puros, 388 mezclados con otras tribus, 633 mezclados con otras razas y 132 con otras razas y otras tribus. En total, 3.360 individuos. Según el censo de Canadá en 2000, había 18.414 individuos, y se dividían en los consejos tribales:
- GITKSAN-WET'SUWET'EN, que comprende las reservas de Gitanmaax (2004 h), Gitanyow (696 h), Gitwangak (1.045 h), Glen Vowell (358 h) y Kispiox (1.338 h). En total, 5.441 individuos.
- OWEEKENO-KITASOO-NUXALK (Tsimshian), que comprende las reservas de Kitasoo (501 h), y fuera del consejo las de Kitkala (1.638 h), Kitsela (492 h), Kitsumkalum (633 h), Lax-kw'alaams (2.917 h), Metlakatla (715 h), Hartley Bay (653 h). En total, 7.549 individuos.
- NISGA’A NATION, que comprende las reservas de Gitlakdamix (1.696 h), Gingolx (1.842 h), Gitwinksihlkw (358 h), Laxgalt'sap (1.532 h). En total, 5.428 individuos.

## Costumbres
Se dedicaban a la caza y a la pesca. Pescaban salmón, y preparaban una comida muy apreciada por las tribus de la zona. Durante el invierno vivían en grandes casas de madera a menudo pintadas y esculpidas. Los niska y los costeros se dividían en cuatro clanes (cuervo, águila, lobo y Gispuwudwada "ballena asesina"), y los kitsan en tres. También se subdividían en linajes, con descendencia por línea materna. Cada linaje tenía su propia zona de cacería y de pesca, campos de bayas, casa o casas, crestas heráldicas con las proezas de la familia, y sus propios caudillos. Generalmente había independencia social y unidad de ceremonias. Los grupos locales se componían de varios linajes, cada una con un rango relativo sobre las otras, y el jefe de clan de más rango era reconocido como el jefe de la tribu.
Son muy conocidos por su arte, escultura y pintura de tótems hechos de planchas de cedro, similares a las de las tribus de la cultura del Noroeste (tlingit, haida, nootka, kwakiutl). Como todas ellas, también celebraban el potlatch cuando nombraban a un caudillo, celebraban la construcción de una casa o un tótem, o concedían nuevos privilegios. Además, parece ser que antiguamente practicaban el canibalismo ritual.
Su religión era personal, creían en fuerzas de la naturaleza que daban poder al hombre para sanar los problemas si hacía buen uso de ellos, y que cada hombre tenía un espíritu guardián. Apreciaban a los mellizos como chamanes, que podían curar y eran poderosos. También tenían sociedades secretas.

## Idioma
Su lengua se caracterizaba por la profunda separación de los verbos transitivos e intransitivos, por las formas gramaticales diferentes si el objeto estaba presente o ausente y por la formación del plural a base de otra raíz. Además, tenían siete clases de numeración:
- si no se refiere a ningún objeto determinado;
- si se numeran animales y cosas planas;
- para divisiones de tiempo y cosas redondas;
- para seres humanos;
- para cosas largas;
- para canoas;
- para medidas;

## Historia
Se mantuvieron aislados de los europeos hasta 1862, a pesar de que entre 1700 y 1800 llegaran algunas expediciones inglesas, españolas, francesas o rusas. Incluso Hudson Bay Co fundó en su territorio los establecimientos de Fort Simpson en 1831 y Fort Essington en 1835. En 1862 se estableció la misión anglicana de Matlaketla dirigina por William Duncan (1833-1918), que llegó al territorio en 1857. Pero al construirse el Territorio de la Columbia Británica, se construyó el Grand Trunk Pacific Railway en Prince Rupert y se encontró oro en Klondike (Alaska), lo cual llevó al territorio muchos colonos blancos. Por eso en 1887 unos 823 tsimshian se establecieron en Metlakatla (Alaska).
En literatura hay que destacar al contador de historias Robert Frederiksen (Ravenspeaker).